# Dapaong
Dapaong (còn được gọi là Dapaongo hay Dapango) là thủ phủ của vùng Savanes, Togo. Với dân số 58.071 người (2010), đây là thành phố lớn thứ mười của nước này. Dapaong nằm cách thủ đô Lomé 638 km về phía bắc, gần biên giới với Burkina Faso.

## Kinh tế
Dapaong đóng vai trò quan trọng trong việc trung chuyển hàng hóa sang các nước láng giềng Burkina Faso, Bénin và Niger. Người dân địa phương sản xuất thủ công, buôn bán, chăn nuôi cừu và trồng nhiều loại nông sản bao gồm bông, kê, ngô, dầu mè.

## Giao thông
Các tuyến đường quốc lộ N1, N28 và N25 chạy qua Dapaong. Thành phố cũng có một sân bay nhỏ.

## Thành phố kết nghĩa
Dapaong kết nghĩa với:
- Issy-les-Moulineaux, Pháp (từ năm 1989)[4]

## Người nổi tiếng
- Djené Dakonam – cầu thủ bóng đá